# Le Mans Series 2020
Le Mans Series 2020 är den sextonde säsongen av den europeiska långdistansserien för sportvagnar och GT-bilar, Le Mans Series. Säsongen omfattar fem deltävlingar.

## Tävlingskalender
| Datum           | Tävling             | Segrare LMP2 - Team                       | Segrare LMP3 - Team                  | Segrare LMGTE - Team                              |
| Datum           | Tävling             | Segrare LMP2 - Förare                     | Segrare LMP3 - Förare                | Segrare LMGTE - Förare                            |
| --------------- | ------------------- | ----------------------------------------- | ------------------------------------ | ------------------------------------------------- |
| 19 juli 2020    | Castellet 4-timmars | United Autosports                         | United Autosports                    | Proton Competition                                |
| 19 juli 2020    | Castellet 4-timmars | Alex Brundle Will Owen Job van Uitert     | Wayne Boyd Tom Gamble Robert Wheldon | Michele Beretta Alessio Picariello Christian Ried |
| 9 augusti 2020  | Spa 4-timmars       | United Autosports                         | United Autosports                    | Kessel Racing                                     |
| 9 augusti 2020  | Spa 4-timmars       | Filipe Albuquerque Philip Hanson          | Wayne Boyd Tom Gamble Robert Wheldon | Michael Broniszewski Marcos Gomes David Perel     |
| 29 augusti 2020 | Le Castellet 240    | United Autosports                         | Realteam Racing                      | Spirit of Race                                    |
| 29 augusti 2020 | Le Castellet 240    | Filipe Albuquerque Philip Hanson          | Esteban Garcia David Droux           | Duncan Cameron Matt Griffin Aaron Scott           |
| 11 oktober 2020 | Monza 4-timmars     | United Autosports                         | Inter Europol Competition            | Kessel Racing                                     |
| 11 oktober 2020 | Monza 4-timmars     | Filipe Albuquerque Philip Hanson          | Martin Hippe Nigel Moore             | Michael Broniszewski Nicola Cadei David Perel     |
| 1 november 2020 | Algarve 4-timmars   | G-Drive Racing                            | United Autosports                    | Proton Competition                                |
| 1 november 2020 | Algarve 4-timmars   | Mikkel Jensen Roman Rusinov Nyck de Vries | Wayne Boyd Tom Gamble Robert Wheldon | Michele Beretta Alessio Picariello Christian Ried |

## Slutställning
| Klass | Förare                                            | Team               |
| ----- | ------------------------------------------------- | ------------------ |
| LMP2  | Filipe Albuquerque Philip Hanson                  | United Autosports  |
| LMP3  | Wayne Boyd Tom Gamble Robert Wheldon              | United Autosports  |
| LMGTE | Michele Beretta Alessio Picariello Christian Ried | Proton Competition |